# Üttingshof
Üttingshof ist ein Wohnplatz auf der Gemarkung des Bad Mergentheimer Stadtteils Althausen im Main-Tauber-Kreis im Nordosten Baden-Württembergs.

## Geographie

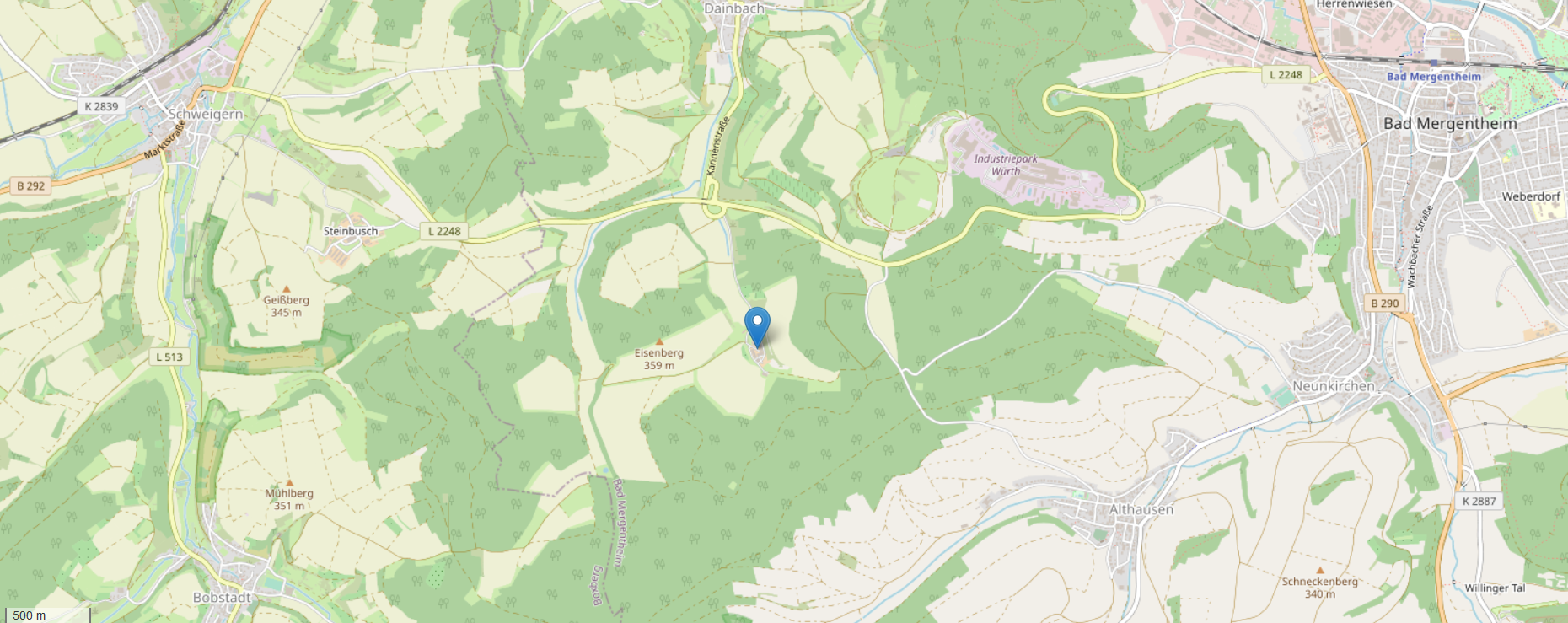
Lage des Üttingshofs

Das Gehöft Üttingshof liegt in der gewässerlosen oberen Talmulde des Straßenäckerbächles, das über das anfangs noch Jungferbach genannte Dainbächle in die Umpfer entwässert, und ist etwa zweieinhalb Kilometer westnordwestlich von der Dorfmitte von Althausen und etwa viereinhalb Kilometer westsüdwestlich von der Stadtmitte von Mergentheim entfernt. Über dem Ort zieht sich am Hang nahe ein nicht geschlossener Ring von Wald. Er ist über eine Nebenstraße nach Süden im Tal des Straßenäckerbächles und eine weitere anfangs westlicher Richtung übers obere Jungferbachtal mit der L 2248 Boxberg-Schweigern–Bad Mergentheim verbunden.

## Geschichte
Im Jahre 807 wurde der Wohnplatz Üttingshof erstmals urkundlich als Villa Odinga erwähnt. 1320 folgte eine Erwähnung als Hof Utingen.